# Frank Andiver
Frank Andiver (...) è un batterista, compositore e produttore discografico italiano.

## Discografia

### Labyrinth
- 1994 - Midnight Resistance (demo)
- 1995 - Piece of Time (EP)
- 1996 - No Limits
- 1998 - Return to Heaven Denied

### Wonderland
- 2002 - Wonderland
- 2004 - Follow Me

### Oracle Sun
- 2006 - Deep Inside (Scarlet)
- 2020 - Machine Man (Volcano Records & Promotion)

### Produzioni per altri artisti
- 2007 - Limbs di The Young Silencers (AmmoniaRecords/NerdSound/EDEL, 2007)
- 2009 - Twilight Opera di Sound Storm
- 2012 - Feelikescaping di Wood of Light